# الزواج في المسيحية

زفاف حسب الطقوس المسيحية الشرقية، تختلف طقوس الزواج المسيحي بإختلاف العادات والتقاليد.

سر الزواج هو أحد الأسرار السبعة المقدسة في الكنيسة الكاثوليكية والأرثوذكسية. وقد رفعت المسيحية من قيمة الزواج والإسرة إذ حسب الكتاب المقدس تعدّ الأسرة الوحدة المركزيّة للمجتمع المسيحي، وهي في المفهوم المسيحي كنيسة صغيرة، وقد اهتمت الكنيسة بالزواج واعتبرته سرًا من الأسرار السبعة المقدسة وذلك لكونه يشكل أساس العائلة، بحيث يصبح به الزوجان جسدًا واحدًا. ويعلن المتقدمان لسر الزواج نيتهما تأسيس عائلة، ثم يعلن كل منهما قبوله العلني، ويطلبا بركة الرب«كما بارك إبراهيم وسارة؛ اسحق ورفقة؛ يعقوب، وراحيل» ثم يتم تثبيت الزواج.
ومن موانع الزواج في المسيحية تحريم الزواج بين المسيحيين وغير المسيحيين وذلك استنادًا إلى الكتاب المقدس، وبين الفتاة والرجل الذي تولى تعميدها لأنه يعدّ أبًا روحيًا لها.

## مفهوم الزواج في المسيحية

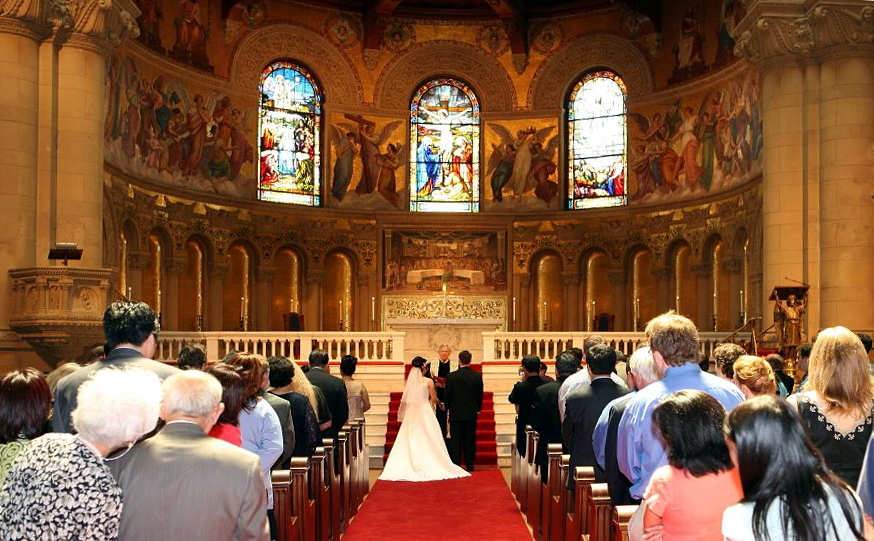
زفاف حسب الطقوس المسيحية الغربية في كنيسة جامعة ستانفورد.

في المسيحية للإنسان الحق أيضًا بالزواج دون إكراه، لإقامة عائلة «قدس أقداس الحياة»؛ وإكرام الوالدين يعدّ الوصية الرابعة والأولى من وصايا القريب؛ ولما كان الكتاب يرى البشرية «أسرة واحدة» فالوصية تشمل في سلطانها نوعًا ما جميع البشر.تك 5:1]
ويعود للوالدين تحديد عدد الأولاد، وطرق تربيتهم، ولا يحق للمجتمع التدخل إلا في الحالات الخاصة؛ وترفض معظم الجماعات المسيحية زواج مثليي الجنس، وتعدد الزوجات، والمساكنة، وإعارة الرحم، وبوجه العموم زواج المسيحيين من غير المسيحيين، بوصفها مخالفة لقصد الزواج؛ كما ترفض الطلاق لأن العهد المشهر بالزواج من سماته الديمومة، وإنما في حالة استحالة الحياة الزوجية، يجوز الهجر، أو فسخ الزواج، أو إعلان بطلانه، بعد عرض القضية أمام محكمة كنسية. ويحق لكل إنسان العلم والمعرفة، والتحرر من الخرافة والجهل، والابتعاد عن التنجيم والسحر والأبراج وما شابه، وكذلك احترام البيئة، والجماعات البشرية الأخرى، وبشكل خاص «الفقراء، والمحتاجين، الأولى بالعناية من سواهم».
تبدو النظرة المسيحية أكثر تعقيدًا للزواج بين الأقارب بالنسبة للديانتين اليهودية والإسلام وإن كان هناك تفاوت ملحوظ بين مختلف المذاهب المسيحية الفرعية،
عمومًا لا يجوز زواج أبناء العمومة المباشرين إلا بعد إذن خاص من السلطات الروحية العليا، ولظروف قاهرة. ولعلّ بعض الطوائف البروتستانتية هي الأكثر تساهلاً في هذا الخصوص.

## طقوس الزواج في المسيحية

### الخطبة

حفل زفاف مسيحي عربي في بلاد الشام.

الخطبة في المسيحية هي الوعد المستقبلي الذي يقطعه الرجل والمرأة لبعضهما البعض، أو من قبل والداهما أو وكلائهما. فيما يخصُّ التهيئة المألوفة لسرِّ الزواج فهي تضمُّ الخطوبة وتدريب الخطيبين والمناديات. وأنَّ التفسيح من موانع الزواج منها القرابة الدموية، القرابة الروحية، العمر، رباط زوجي سابق وموجود، اختلاف الدين، الرسامات الكبرى، النذور الاحتفالية. يجب أن يُنال التفسيح منها من قِبَل الرئيس الكنسي الخاصّ قبل الاحتفال بمراسيم الزواج.
لا يحق للأهل في المسيحية إجبار أولادهم على الزواج، كما لا يجوز منع الزواج بسبب اعتراض الأهل. ويتجلى ذلك في السؤال الذي يوجه رجل الدين المسيحي للرجل والمرأة وهو: هل تريد برضاك واختيارك أن تتّخذ الآنسة\السيد؟.

### مراسيم الزواج

مراسم الزواج في الكنيسة الصربية الأرثوذكسية.

في ما يتعلَّق بصورة الاحتفال الصحيح بزواج مسيحي، فإنَّ الحضور الفعّال للكاهن وأقلَّه لشاهدينْ ضروري، ويتمُّ بحسب تقليد وطقوس كلِّ كنيسة ذاتية الحقِّ.
- بحسب التقليد اللاتيني: الزوجان هما خادما نِعمة الزواج، يمنحان أحدهما الآخر سرَّ الزواج بالإعراب عن رضاهما أمام الكنيسة.[13]
- أما في تقاليد الكنائس الشرقية، فالمحتفلون - أساقفة أو كهنة - هم شهودٌ على الرضى المتبادل بين الزوجين،[13] ولكن بركتهم ضرورية أيضاً لصحَّة السرِّ.[13]

الليتورجيات المسيحيّة على أنواعها، حافلة بصلوات البركة والدعاء، تتوجَّه الكنيسة إلى الله بطلب نعمه وبركاته للزوجين.
يعد الرضى في الزواج طرفًا هامًا في الميثاق الزوجيّ حيث على الزوجين أن يُعربان بحريَّة عن رضاهما: وتقوم الحريَّة هنا على ما يلي: أن لا يُمارَس أيُّ ضغطٍ على طالب (أو طالبة) الزواج؛ وألاّ يحول دون زواجهما أيَّ مانع طبيعيّ أو كنسيّ.

## الطلاق
تنظر المبادئ المسيحية للزواج على أنه علاقة أبدية. لذلك من الصعب الحصول على الطلاق نظرًا لكون الزواج عقدًا غير منحل، فقد فيّد القانون الكنسي حق الطلاق بعدة قيود لكن لم يصل إلى إلغائه، وظهرت أوضاع أخرى من التسهيلات كفسخ الزواج أو الهجر. ولعل إحدى أشهر قضايا الطلاق في التاريخ الغربي قضية طلاق هنري الثامن ملك إنجلترا من كاثرين أراغون عام 1534 ما أدى إلى تأسيس الكنيسة الأنجليكانية وذلك بعدما رفض البابا ترخيص طلاقه. علمًا أن عددًا من الكنائس البروتستانتية تسمح بالطلاق التوافقي بين الشخصين، إذ لا تر به سرًا.
تاريخيًا كانت القوانين الغربية تمنع الطلاق ولم يتغير ذلك الا مع بداية فصل الدين عن الدولة واستحداث الزواج المدني. في القرن العشرين بدأت الدول ذات الغالبية الكاثوليكية في تشريع الطلاق قانونيًا منها إيطاليا (1970)، البرتغال (1975)، البرازيل (1977)، إسبانيا (1981)، الأرجنتين (1987)، جمهورية إيرلندا (1996)، التشيلي (2004) وكانت مالطا اخر الدول في العالم الغربي التي تمنع الطلاق وذلك حتى عام 2011. اليوم تبيح كافة الدول ذات الغالبية المسيحية الطلاق بإستثناء الفلبين والفاتيكان.

## تعدد الزوجات
لا يعدّ تعدد الزوجات شكلاً من أشكال الزواج المقبولة داخل المسيحية، ففي العهد الجديد دعى يسوع إلى وحدانية الزواج، وترفض اليوم معظم الطوائف المسيحية تعدد الزوجات. وان كانت هناك بعض الطوائف التي تمارس تعدد الزوجات مثل المتشددين من المورمون. وقد كان لنظرة الكنيسة حول وحدانية الزواج أثر في القوانين الغربية، فغالبية الدول الغربية لا تعترف قوانينها بأي تعدد للزوجات.

## مواقع خارجية
- ما هو مفهوم الزواج في الدين المسيحي؟ .
- رتبة عقد الخطبة وإكليل الزواج طبقاً لطقس الكنيسة السريانية الكاثوليكية الإنطاكية.